# Peer Gynt (rose)
Pour les articles homonymes, voir Peer Gynt.
'Peer Gynt' est un cultivar de rosier obtenu en 1968 par le rosiériste ouest-allemand Reimer Kordes,. Il est issu du croisement 'Reine des Roses' (Kordes, 1964) x 'Fièvre d'Or' (Kordes, 1961). Il doit son nom au personnage d'Ibsen, Peer Gynt (de la pièce éponyme), qui a donné naissance à de nombreuses adaptations cinématographiques.

## Description
Cet hybride de thé présente de grandes fleurs (50 pétales) jaune pâle à jaune citron aux bords rouges parfumées.  
Sa floraison est remontante.
Son buisson s'élève de 80 cm à 130 cm pour une largeur de 60 cm en moyenne. Il est idéal pour éclairer les massifs et pour les bouquets.
Sa  zone de rusticité est de 7b à plus chaud ; son pied a donc besoin d'être protégé en cas d'hiver rigoureux. Il faut le tailler avant le début du printemps.

## Distinctions
- Médaille d'or de Belfast, 1970

## Descendance
'Peer Gynt' a notamment donné naissance à 
- 'Sheila's Perfume' (Sheridan, 1982) par croisement 'Peer Gynt' × ['Daily Sketch' × ('Paddy McGredy' × 'Prima Ballerina')][5].